# Тартус (провінція)
Тартус (араб. مُحافظة طرطوس) — одна з 14 провінцій Сирії. Розташована на заході країни. Поділяється на 5 районів.
- Адміністративний центр — місто Тартус.
- Площа становить 1896 км ²; населення за даними на 2012 рік — 1 064 570 осіб.

## Географія
Розташована в західній частині країни. На півночі межує з провінцією Латакія, на північному сході — з провінцією Хама, на південному сході — з провінцією Хомс, на півдні — з Ліваном. На заході омивається водами Середземного моря.

## Адміністративний поділ
В адміністративному відношенні провінція розділена на 5 районів:
1. Аш-Шейх-Бадр
2. Баніяс
3. Дрейкіш
4. Сафіта
5. Тартус